# پلایس کیرشن
پلایس کیرشن (به آلمانی: Pleiskirchen) یک شهر در آلمان است که در بایرن واقع شده‌است.

## خصوصیات
پلایس کیرشن ۵۲٫۵۹ کیلومترمربع مساحت دارد ۴۵۰ متر بالاتر از سطح دریا واقع شده‌است.